# Rafaelia ampulla
Rafaelia ampulla är en tvåvingeart som först beskrevs av Aldrich 1916.  Rafaelia ampulla ingår i släktet Rafaelia och familjen köttflugor. Inga underarter finns listade i Catalogue of Life.